# إسماعيل ويدراوغو
إسماعيل وانديبانجا ويدراوغو (من مواليد 5 نوفمبر 1999) هو لاعب كرة قدم محترف في بوركينا فاسو يلعب كلاعب وسط في نادي باوك بي ومنتخب بوركينا فاسو. 